# Лангенс
Лангенс (њем. Langgöns) општина је у њемачкој савезној држави Хесен. Једно је од 18 општинских средишта округа Гисен. Према процјени из 2010. у општини је живјело 11.987 становника. Посједује регионалну шифру (AGS) 6531009.

## Географски и демографски подаци
Лангенс се налази у савезној држави Хесен у округу Гисен. Општина се налази на надморској висини од 222 метра. Површина општине износи 52,5 km². У самом мјесту је, према процјени из 2010. године, живјело 11.987 становника. Просјечна густина становништва износи 228 становника/km².

## Међународна сарадња
| Мјесто                 | Држава    | Врста сарадње | Од    |
| ---------------------- | --------- | ------------- | ----- |
| Клуанж                 | Француска | партнерство   | 1975. |
| Санкт Улрих ам Питерзе | Аустрија  | партнерство   | 1988. |
| Извор                  |           |               |       |